# DJ Equan
DJ Equan, właśc. Kamil Kos – polski producent muzyczny oraz DJ, w pierwszych latach działalności produkujący gatunek Hands Up!, w późniejszych – Electro House charakteryzujący się ciężkim brzmieniem. Obecnie (2012) występuje również pod innymi aliasami (Tom Moonway, Kamil Kos), pod którymi produkuje w odrębnych stylach.

## Produkcje
- 2005 DJ Equan – Night Beach Party
- 2005 DJ Equan – Return To Holiday
- 2005 DJ Xtreme – Game Over (DJ Equan Remix)
- 2006 DJ Equan – I Like You
- 2006 Happy Clubber – Kick That Bass! (DJ Equan Remix)
- 2006 Lockhard – The Summer Is Magic (DJ Equan Remix)
- 2007 Donna Summer – I Feel Love (DJ Equan Remix)
- 2007 DJ Equan – Break It
- 2007 DJ Equan vs. Racid – Around The World
- 2007 DJ Equan – Running
- 2008 DJ Equan – Fast Food
- 2008 DJ Equan – Connection
- 2008 DJ Equan – The Vision
- 2009 DJ Equan – Operation D
- 2009 DJ Equan – Gigabyte
- 2009 DJ Equan – Psycho Bikers
- 2009 Tom Moonway – Sunbreeze
- 2010 Kamil Kos – Human Nature
- 2011 DJ Equan – I'm Destination
- 2011 Paolo Avanti – Like Me (DJ Equan Remix)
- 2012 Coca Dillaz – Play My Game (DJ Equan Remix)
- 2012 Kamil Kos - Sky
- 2012 DJ Equan Presents Kamil Kos - The Fly In The Sky
- 2012 Kamil Kos - A Message From Aliens
- 2012 DJ Equan - Haunebu
- 2012 Tom Moonway - Mike is Bulldog
- 2013 Darkpunk - Valakut Ramp (DJ Equan Remix)
- 2013 DJ Equan - Nakhla
- 2013 DJ Equan - I'm The Freak